# برگرداندن (آلبوم چندآهنگه)
برگرداندن (انگلیسی: Turn Over) نهمین آلبوم چندآهنگه از گروه پسرانۀ اهل کره جنوبی اس‌اف۹ است که در ۵ ژوئیه ۲۰۲۱ توسط اف‌ان‌سی انترتیمنت منتشر شد. این آلبوم از شش قطعه، از جمله «Tear Drop» و «Believer» تشکیل شده است.

## موفقیت تجاری
آلبوم در جدول گائون کره در رتبه دوم قرار گرفت.